# Dryadobates
Dryadobates – rodzaj płazów bezogonowych z podrodziny Allobatinae w obrębie rodziny Aromobatidae. 

## Rozmieszczenie geograficzne
Rodzaj obejmuje gatunki występujące na atlantyckich przybrzeżnych równinach Brazylii od południowego Rio de Janeiro na północ przez Espírito Santo, Bahię, Sergipe, Alagoas i Pernambuco.

## Systematyka
Rodzaj zdefiniował w 2025 roku międzynarodowy zespół zoologów – Kanadyjczyk Taran Grant, Brazylijczycy Mariana L. Lyra, Vanessa K. Verdade i Miguel Trefaut Rodrigues oraz Niemcy Michael Hofreiter, Michaela Preick i Axel Barlow – w artykule zatytułowanym Muzeomika i systematyka żab z Mata Atlântica (Dendrobatoidea: Aromobatidae: Allobatinae), opublikowanym w czasopiśmie „Bulletin of the American Museum of Natural History”. Gatunkiem typowym jest (oryginalne oznaczenie) D. bokermanni.

### Etymologia
Dryadobates: gr. δρυας druas, δρυαδος druados driady, od δρυς drus, δρυος druos ‘drzewo, zwłaszcza dąb’; βατης batēs ‘piechur’, od βατεω bateō ‘stąpać’, od βαινω bainō ‘chodzić’.

### Podział systematyczny
Do rodzaju należą następujące gatunkami:
- Dryadobates alagoanus (Bokermann, 1967)
- Dryadobates bokermanni Grant, Lyra, Hofreiter, Preick, Barlow, Verdade & Rodrigues, 2025
- Dryadobates capixaba (Bokermann, 1967)
- Dryadobates carioca (Bokermann, 1967)
- Dryadobates lutzi Grant, Lyra, Hofreiter, Preick, Barlow, Verdade & Rodrigues, 2025
- Dryadobates olfersioides (Lutz, 1925)